# Gestreifter Papageifisch
Der Gestreifte Papageifisch (Scarus iseri, auch als Scarus iserti oder Scarus inserti bezeichnet, weitere Synonyme sind u. a.: Callyodon iseri, Calliodon lineatus, Scarus croicensis oder Scarus alternans) ist eine Fischart aus der Gattung der Scarus, welche die artenreichste der Papageifische (Scarinae) ist.

## Merkmale
Der Gestreifte Papageifisch wird zwischen 16 und 35 cm groß. Diese Papageifischart hat viele Gemeinsamkeiten mit anderen ihrer Gattung. Eine Gemeinsamkeit ist der typische Papageifischschnabel. Die Zähne sind zu breitverbundenen Platten verschmolzen. Eine weitere Gemeinsamkeit ist die Entwicklung in verschiedenen Phasen, in welchen die Tiere auch unterschiedliche Merkmale aufweisen.
Die Art ist in ihrer juvenilen Phase und der Initialphase längsgestreift, daher auch der Name. Der oberste Streifen bedeckt den Rücken und ist dunkel graubraun. Dann folgt eine weißschwarze Streifung, wobei der oberste der zwei schwarzen Streifen über dem Auge verläuft. Zum Bauch hin wird der Fisch wieder ganz hell. Scarus iseri ist in diesen Phasen sehr einfach mit dem Prinzessin-Papageifisch (Scarus taeniopterus) zu verwechseln. Daher wird Letzterer bisweilen ebenfalls als Gestreifter Papageifisch bezeichnet. Das Hauptunterscheidungsmerkmal ist die Schnauzenspitze, welche bei Scarus iseri gelb ist.
Wie auch andere Papageifische ist die Art ein protogyne Hermaphroditen sind und in der Terminalphase immer Männlich sind. In dieser letzten Phase verliert der Gestreifte Papageifisch seine Streifen und nimmt eine türkisblaue Grundfärbung an, die zum Bauch heller wird. Die Grundfärbung wird mit einer lachsfarben Musterung entlang der Schuppen, der Dorsalflosse, der Afterflosse und der Schwanzflosse leicht unterbrochen. Charakteristisch ist eine dunklere Färbung, die wie eine Maske aussieht. Diese Färbung verläuft von den gelblichen Brustflossen, über den Augen und oberhalb des Schnabels. Des Weiteren kann die Art in der Terminalphase gelborange Flecken hinter der Brustflosse und/oder auf dem vorderen Rücken aufweisen. Oberhalb der Brustflosse und des gelborangenen Flecks kann sie ein helles bis weißliches Band haben, dieses erstreckt sich oberhalb der Maske bis hin zum Auge.

## Lebensweise
Der Gestreifte Papageifisch ist im tropischen Riff des westlichen Atlantik bzw. im Karibischen Meer beheimatet.
Der Tiefenbereich des Fischs liegt gewöhnlich zwischen 3 und 30 Metern, seltener wurde er auch bis zu 68 Metern beobachtet. Er zieht meist in kleinen Gruppen umher. Die Gruppen können aus einigen Männchen der Terminalphase, sogenannte Supermännchen, und zahlreichen Tieren der Initialphase gebildet werden. Die Supermännchen laichen einzeln mit gestreiften Weibchen ab. Geschlechtsreife Männchen in der Initialphase laichen dagegen in Gruppen.
Wie die meisten Papageifische ernähren sich die Tiere überwiegend von Algen und knabbern sie gerne von Korallen ab. Dadurch erfüllen sie eine wichtige Funktion im Ökosystem und verhindern die Überwucherung der Korallen. Die zugleich mit aufgenommenen Korallenstücke werden später als feiner Korallensand wieder ausgeschieden.

## Galerie

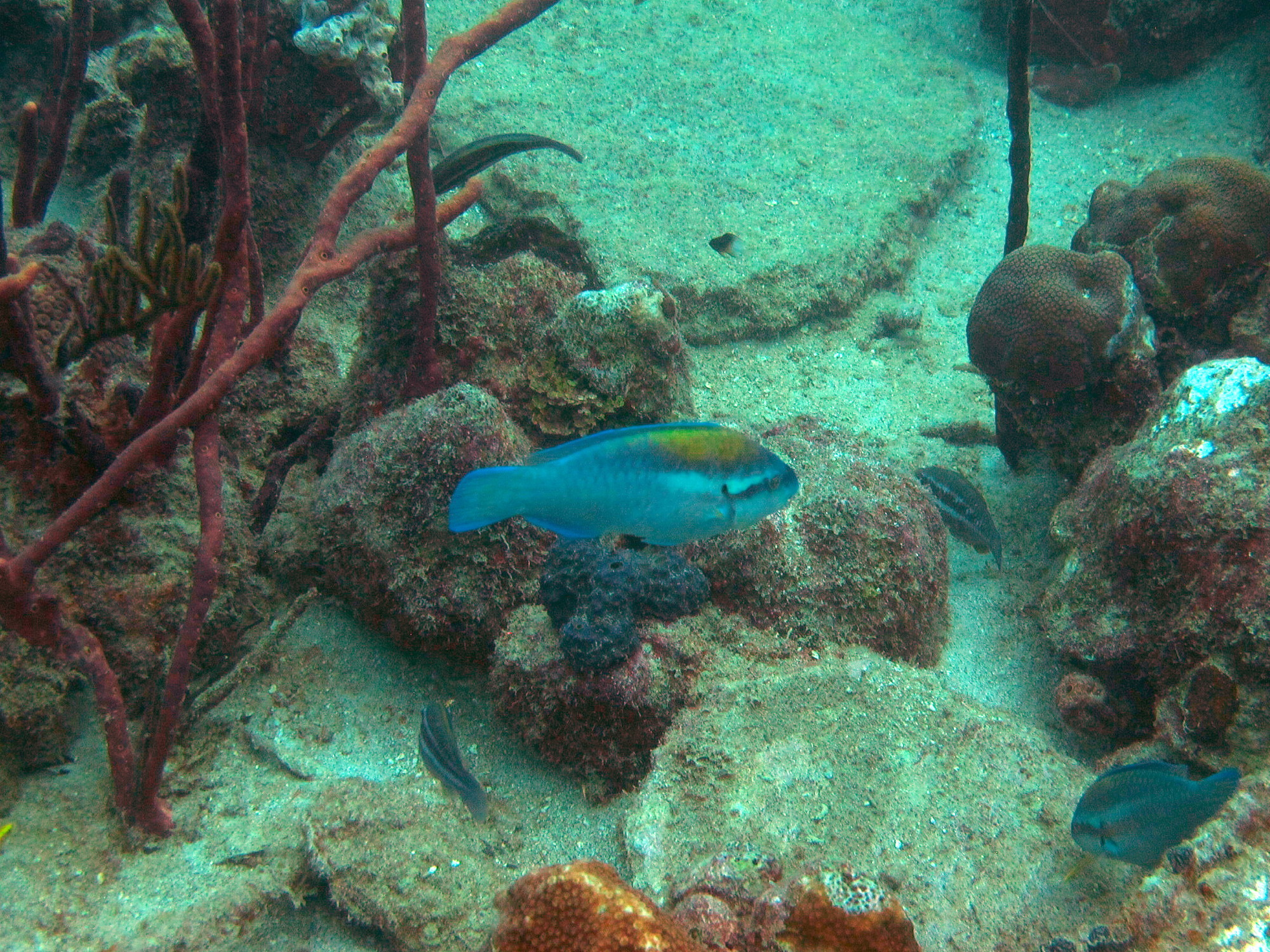
Terminalphase eines gestreiften Papageifischs bei Bayahibe.
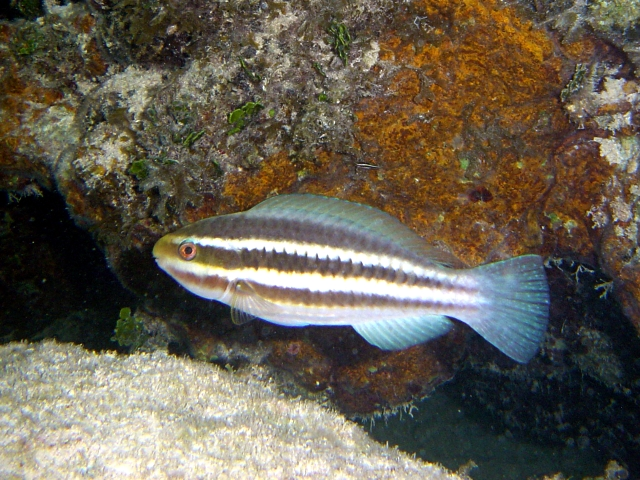
Juveniler gestreifter Papageifisch bei Pinar del Río.
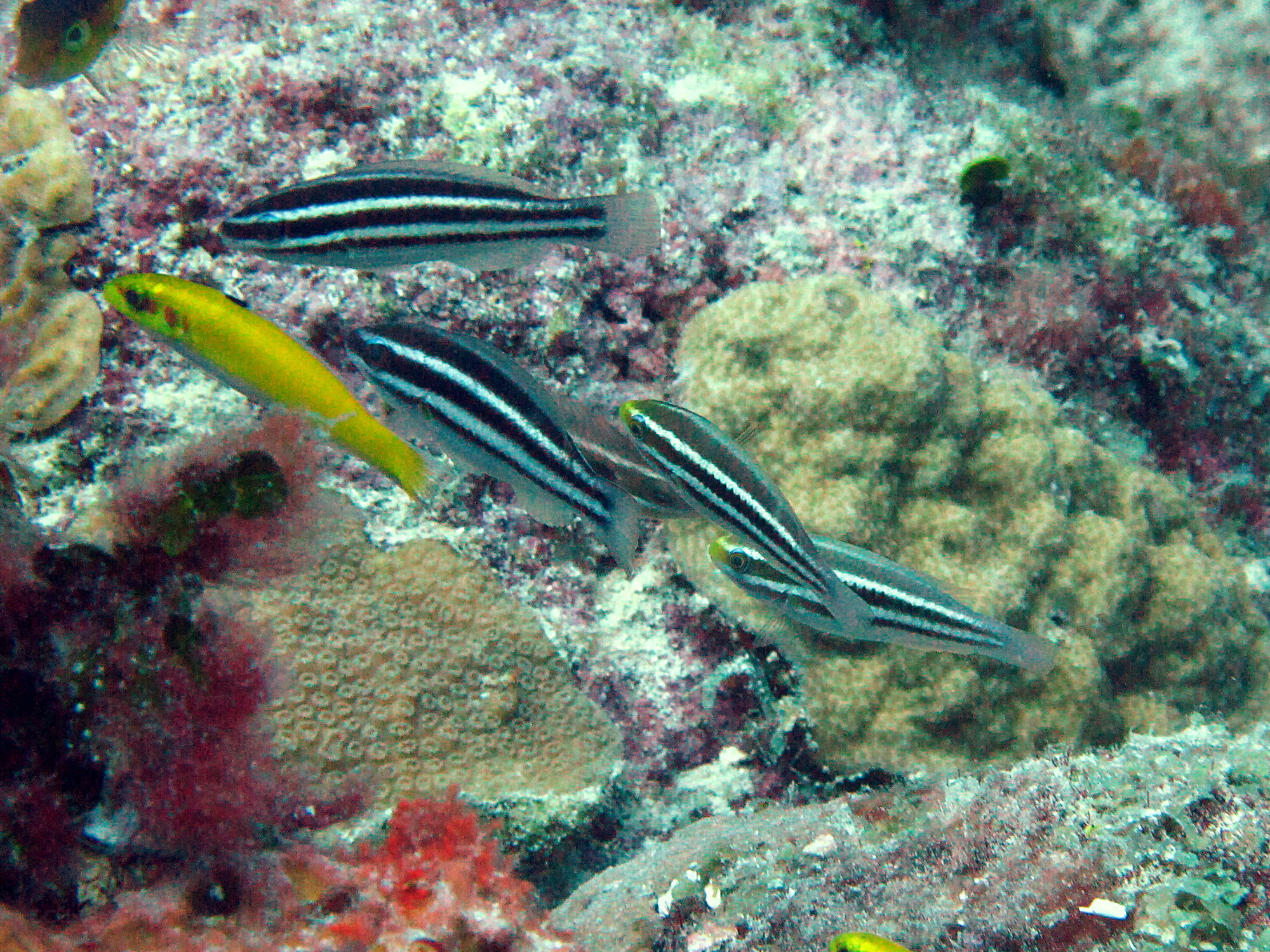
2 Juvenile Scarus iseri mit 2 Juvenilen Scarus taeniopterus. Man achte auf das Hauptunterscheidungsmerkmal, die Gelbfärbung des Fischmauls bei Scarus iseri.
Zeichnung mit dem Synonym Scarus croicensis.
- Scarus iseri bei der Nahrungsbeschaffung